# Carrara
Carrara là một đô thị và thị xã của Ý. Đô thị này thuộc tỉnh Massa-Carrara trong vùng Toscana. Carrara có diện tích km2, dân số theo ước tính năm 2005 của Viện thống kê quốc gia Ý là 65.221 người. 
Các đơn vị dân cư: Avenza, Bedizzano, Bergiola, Bonascola, Castelpoggio, Codena, Colonnata, Fontia, Fossola, Gragnana, Marina di Carrara, Miseglia, Nazzano, Noceto, Sorgnano, Torano. Carrara nằm bên soong Carrione, 100 km về phía tây tây bắc của Firenze.
Đô thị Carrara giáp với các đô thị: